# 石橋禹三郎
石橋 禹三郎（いしばし うさぶろう、明治2年7月3日（1869年8月19日） - 1898年（明治31年）3月22日または23日）は明治時代のシャム王国入植者。長崎県平戸島に生まれ、福岡、東京で英語を学んだ後、アメリカ合衆国オークランドに留学した。帰国後シャム王国への植民事業を企てたが、暹羅殖民会社、石橋商会の事業はいずれも失敗し、東京で病没した。

## 生涯

### 渡航前
明治2年（1869年）7月3日、肥前国平戸町に呉服太物商石橋彦兵衛の第5子または第10子として生まれた。小学校では威圧的な振る舞いで他の児童から孤立し、また家では仕事を手伝わず、家族を困らせた。
15歳の時針浦退蔵に入門し、2年間余り儒教を学んだ。1883年（明治16年）9月留学を認めない養父長次郎の元を離れて福岡の取引先宅に身を寄せ、当初陸軍予備士官学校に入学しようとしたが、同郷南部重遠の誘いで人参畑高場乱に学んだ。
福岡英語学校を卒業後、1887年（明治20年）10歳で東京に出て成立学舎を卒業した。

### アメリカ留学
1888年（明治21年）3月14日嘱託教師ウォルター・デニングの斡旋でアメリカ合衆国に渡り、その親族カリフォルニア州オークランドブラウン邸に身を寄せ、製菓、炊事、搾乳等に従事しながら、リンカーン学校に通い、1889年（明治22年）7月大学、1890年（明治23年）オークランド実業専門学校電信科に進学し、1891年（明治24年）2月卒業した。
1891年（明治24年）チリ内戦のアメリカ義勇兵団に志願し、肋膜炎を押して4月8日サンフランシスコを発ち、11月戻り、従軍記を記した。

### シャムでの事業
1892年（明治25年）4月21日父の病気のため帰国した。徴兵検査に落ち、アジア主義を唱え客死した菅沼貞風、浦敬一の遺志を継ぐべく思案していたところ、1893年（明治26年）パークナム事件を受け、シャム王国への渡航を決意した。白人勢力に対抗するため、シャムで植民事業を拡張し、政府に日本人を潜入させ、鉄道株を買占め、マレー半島を買入れる等の野望を抱き、1894年（明治27年）4月10日神戸港からアサモア号で渡航した。上海寄港時には旅費が尽きたが、日清貿易研究所郡島忠次郎の助けでデッキパッセンジャーとしてバンコクに渡った。
到着後、現地にいた元軍人岩本千綱と意気投合し、バーン・サーラーデーンの農商務大臣スラサックモントリー旧邸内の1棟を借りて暁鐘庵と号し、8月26日日暹協会を設立した。10月暹羅殖民会社理事、農業部主任に就任し、千綱が連れて来た日本人移民の耕作を監督したが、移民は高齢で土地も農業に適さず、失敗に終わった。
その後移民はワタッタナー金鉱山会社ブカヌン金鉱山（現ナコーンラーチャシーマー県ワンナムキアオ郡ワンミー準郡ター・ワンサイ村）で働いたが、労働環境は過酷を極め、1895年（明治28年）9月助けに行った時には大半がマラリア等で死亡する惨事となっていた。
この後岩本千綱は第2次移民を募るため帰国したが、禹三郎はこれに参加せず、1895年（明治28年）8月イギリス国籍ポルトガル人デ・ソーザが怪しげな出資金を集めて設立した日暹銀行の融資で同月石橋商会を開店した。松野恭三郎を主任として日本麦酒、平野水等の卸売を行い、また同郷山田貞一、佐志雅雄と西洋洗濯や靴、家具製造等の事業を計画したが、経営は振るわず、10月下旬閉店し、1896年（明治29年）初め帰国した。

### 帰国後
東京政教社で活動しながら再起を願ったが、1895年（明治28年）の三国干渉を受けて日本人の関心は中国大陸に向いており、協力者は見つからなかった。1896年（明治29年）9月4日岩本千綱と東京日暹協会の準備会を設立したが、本会の設立には至らなかった。
1897年（明治30年）10月頃肺を患い、1898年（明治31年）1月明治病院に入院し、3月23日死去した。